# 奧姆科 (內華達州)
奧姆科（英語：Omco）是位於美國內華達州米納勒爾縣的鬼鎮。

## 歷史
奧姆科的郵局於1917年設立，其後於1921年停運。

## 地理
奧姆科所處的海拔為高於海平面1818米（即5964英呎），而該地所採用的時區為UTC-8，即太平洋时区（PST）。同時該地設有夏令時間，為UTC-8調快一小時，即UTC-7（PDT）。